# Randia pterocarpa
Randia pterocarpa es una especie de fanerógama de la familia Rubiaceae. Esta especie es similar a Randia oaxacana, de la que difiere por su hábito arborescente, el tamaño mayor de las hojas en la nueva especie y el fruto alado con cinco costillas.

## Clasificación y descripción de la especie
Árboles inermes de 2 hasta 5 m de alto. Hojas pecioladas, con la lámina elíptica u ovado- elíptica de hasta 36 cm de largo por 17 de ancho. Flores hermafroditas, solitarias o en grupos de 2 a 5, el cáliz cortamente tubular, penta- angulado; corola blanca glabra con 5 lóbulos aovados o elípticos; estambres 5, inclusos, con anteras lineares; estilo incluso, de 3 a 4 cm de largo, con 2 estigmas; fruto elipsoide a ovoide, de 7 cm de ancho y 5 cm de largo, con 5 costillas prominentes; semillas numerosas (de 200 a 300) elipsoides, lisas y blanquecinas.

## Distribución de la especie
Se localiza en México en el estado de Oaxaca (Santa María Chimalapa); en Veracruz, en los terrenos de la Estación de Biología Tropical los Tuxtlas, en el cerro el Vigía y al este de Tebanca, cerca del lago de Catemaco.

## Ambiente terrestre
Esta especie crece en las partes bajas del bosque lluvioso siempre verde, a veces asociada a especies de géneros como Brosimum, Guarea, Cymbopetalum, Pseudolmedia, Nectandra y Pouteria. También en altitudes variables de hasta 1200 m s.n.m., asociada con elementos de bosque mesófilo de montaña, como Liquidambar, Quercus y especies arbóreas de Lauraceae.

## Estado de conservación
No se encuentra bajo ninguna categoría de riesgo en las normas mexicanas e internacionales (Norma Oficial Mexicana 059).